# EURotem

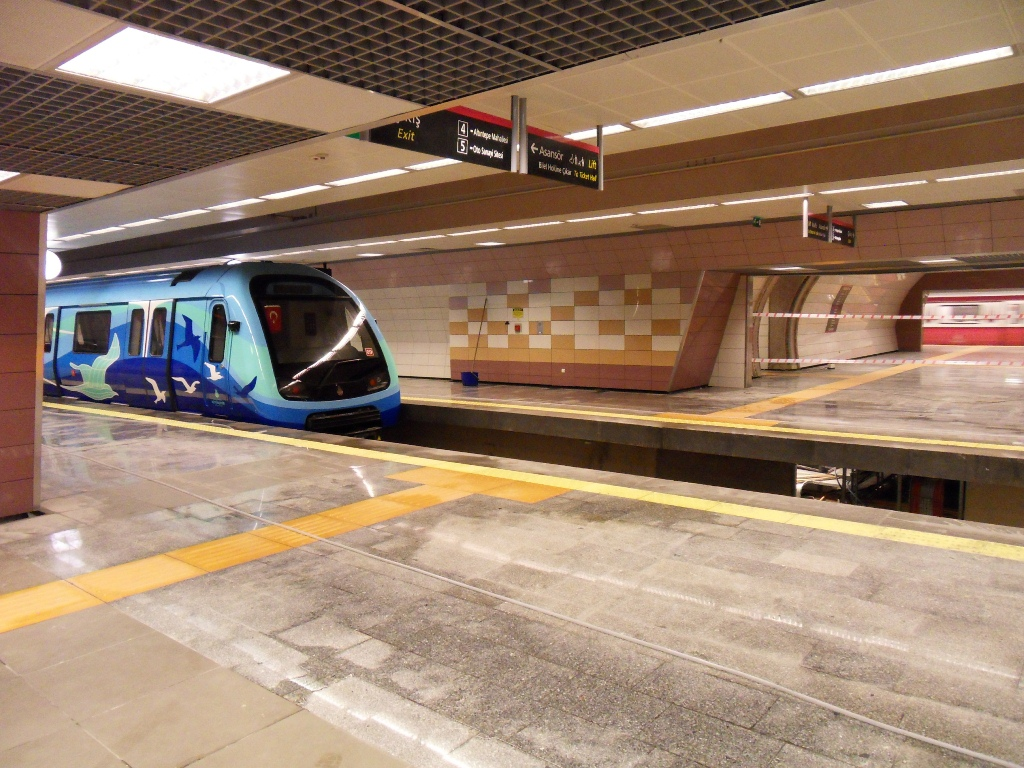
營運於伊斯坦布爾地鐵M4號線之EURotem列車

，全名為現代是一間鐵路製造公司，該公司由南韓現代Rotem與土耳其TÜVASAŞ合資於2006年成立，並於2007年開始投產。EURotem於土耳其阿達帕扎勒設立工廠進行列車組裝、製造業務。目前該公司正與土耳其國鐵合作進行土耳其高速鐵路計畫列車的設計作業。

## 製造史
目前EURotem已經製造出24輛柴聯車、96輛電聯車，柴聯車部分營運於土耳其國鐵，電聯車部分營運於伊斯坦布爾地鐵。